# Terminus (Doctor Who)
A Terminus a Doctor Who sorozat 126. része, amit 1982. február 15.–e és február 23.-a között adtak négy epizódban. Ez a Fekete Őrző trilógia második története, aminek minden részében megjelenik a Fekete Őrző. Ebben a részben jelenik meg utoljára Sarah Sutton, mint Nyssa.

## Történet
A Fekete Őrzőnek kénszerítésből dolgozó útitárs, Turlough belepiszkál a Tardis vezérlésébe és az egy látszólag elhagyott űrhajón vésztlandol. Az űrállomás nem elhagyott, csak minden utast egy járvány miatt a fülkéjébe zártak. Az űrhajó hamarosan egy Terminus nevű űrállomáshoz kapcsolódik, ahol ismerik a járvány ellenszerét. Az is kiderül, hogy az állomás valaha képes volt az időutazásra is, s a sérült motorok részben még most is működnek. Ez hihetetlen
katasztrófához vezethet...

## Epizódlista
| Epizódok sorszáma | Bemutató napja    | Hossza | Nézők száma (millió) |
| ----------------- | ----------------- | ------ | -------------------- |
| 1.                | 1983. február 15. | 24:58  | 6,8                  |
| 2.                | 1983. február 16. | 24:40  | 7,5                  |
| 3.                | 1983. február 22. | 24:39  | 6,5                  |
| 4.                | 1983. február 23. | 24:49  | 7,4                  |

## Könyvkiadás
A könyvváltozatát 1983. szeptember 15.-n adta ki a Target könyvkiadó. Írta Stephen Gallagher "John Lydecker" álnevén. A Warriors' Gate című könyvhöz hasonlóan nincsenek fejezetek.

## Otthoni kiadás
- VHS-n 1993 januárjában adtáki ki.
- DVD-n 2009. augusztusában adták ki a "Black Guardian Trilogy" című díszdobozban.

### Fordítás
- Ez a szócikk részben vagy egészben  a   Terminus_(Doctor_Who) című angol Wikipédia-szócikk fordításán alapul.  Az eredeti cikk szerkesztőit annak laptörténete sorolja fel. Ez a jelzés csupán a megfogalmazás eredetét és a szerzői jogokat jelzi, nem szolgál a cikkben szereplő információk forrásmegjelöléseként.